# Kazuhito Kishida
Kazuhito Kishida (岸田 和人 Kishida Kazuhito?, nacido el 3 de abril de 1990 en Hiji, Ōita) es un futbolista japonés que se desempeña como delantero.

## Trayectoria

### Clubes
| Club                | País  | Año    |
| ------------------- | ----- | ------ |
| FC Machida Zelvia   | Japón | 2013   |
| Renofa Yamaguchi FC | Japón | 2014 - |

## Estadística de carrera

### J. League
| Club                | Año   | J. League | J. League | Copa J. League | Copa J. League | Total | Total |
| Club                | Año   | Part.     | Goles     | Part.          | Goles          | Part. | Goles |
| ------------------- | ----- | --------- | --------- | -------------- | -------------- | ----- | ----- |
| Renofa Yamaguchi FC | 2015  | 34        | 32        | -              | -              | 34    | 32    |
| Renofa Yamaguchi FC | 2016  | 23        | 4         | -              | -              | 23    | 4     |
| Renofa Yamaguchi FC | 2017  | 30        | 7         | -              | -              | 30    | 7     |
| Total               | Total | 87        | 43        | 0              | 0              | 87    | 43    |